# Shinobi (film)
Shinobi è un film del 2005 diretto da Ten Shimoyama.
La storia del film è un adattamento, ad opera di Kenya Hirata, del romanzo The Kouga Ninja Scrolls di Futaro Yamada, che racconta dello scontro fra i due clan di ninja Iga e Kuga, e dell'amore impossibile fra Koga Gennosuke e Oboro, appartenenti a clan differenti. Il tema musicale del film HEAVEN, cantata da Ayumi Hamasaki è stato un enorme successo internazionale. Il film ha vinto i riconoscimenti di "miglior attore" e "migliore nuova attrice" ai festival del 2006 Kinema Junpo Awards e Yokohama Festival.
Pur ottenendo un enorme successo nei cinema giapponesi, il film è non è arrivato nei cinema degli altri paesi, ma soltanto in edizione home video. Negli Stati Uniti il film è uscito nel 2007 per la Funimation Entertainment. In Italia il film è stato pubblicato nello stesso anno su etichetta Dolmen Home Video, in edizione singolo e doppio disco.

## Trama
1614. I clan Koga ed Iga, dopo 400 anni di conflitti sono arrivati ad un lungo periodo di pace in seguito ad un editto imperiale, ed in seguito a ciò hanno acquistato un potere ed una ricchezza senza precedenti. Per ridimensionare il potere dei due clan, lo shōgun Tokugawa Ieyasu convoca i leader dei due clan Danjo di Koga e Ogen di Iga, per farli combattere, con la scusa "ufficiale" di eleggere un proprio successore.
Cinque membri per ognuno dei due clan vengono scelti per ingaggiare una guerra all'ultimo sangue per la supremazia, sciogliendo definitivamente il trattato di pace. Tuttavia fra i due discendenti più giovani dei due clan, Gennosuke di Koga e Oboro di Iga si era instaurata una tenera relazione, mantenuta però segreta agli altri membri della famiglia. Infatti nonostante il trattato di pace, antichi rancori e vecchie divergenze erano ancora molto sentite.
La guerra, voluta dallo shogun, porterà morte e distruzione, e una insolubile sofferenza per i due amanti, che nel finale del film si vedranno costretti a confrontarsi l'uno contro l'altro. Gennosuke sceglierà di non combattere contro l'amata Oboro, lasciandosi uccidere e permettendo al clan degli Iga di vincere. Nel frattempo, Tokugawa Ieyasu invierà il proprio esercito a eliminare gli appartenenti superstiti del clan. Per soddisfare la speranza di Gennosuke di salvare il proprio clan, Oboro implorrà Tokugawa Ieyasu di fermare la carneficina. Come pegno della propria sincerità Oboro si renderà cieca, rinunciando alla propria arma più potente: la vista.
Commosso da Oboro, Ieyasu ritirerà le proprie armate, lasciando che i ninja superstiti del villaggio continuino a vivere pacificamente.

## I 10 Shinobi

### Kōga
Kōga Gennosuke
Leader del clan, è un guerriero carismatico ma allo stesso tempo non è bramoso di combattere come molti altri shinobi. Abile e velocissimo spadaccino, la sua tecnica è una forma di ipnotismo visivo che impone il suicidio al suo avversario che lo sta attaccando.
Muroga Hyōma
Maestro di combattimento di Gennosuke, Muroga possiede la medesima tecnica di ipnosi, ma non riesce a controllarla, rischiando di uccidere anche i propri compagni: proprio per questo tiene costantemente gli occhi chiusi, ed ha imparato ad orientarsi senza la vista. Riesce a percepire eventi posti a notevole distanza. Il personaggio del film è parecchio differente rispetto alla rappresentazione del manga e dell'anime.
Chikuma Koshirō
Il più dedito al combattimento del clan, Chikuma è agilissimo nello spostarsi tra alberi e piattaforme ed è munito di armi da lancio e di un paio di kama.
Kagerō
La donna-guerriero del clan. Ogni giorno assume una piccola quantità di veleno, rendendo così il suo bacio letale; inoltre è abile nel sedurre i nemici. Non accetta la relazione tra Gennosuke e Oboro.
Kisaragi Saemon
La sua abilità è quella di riuscire a modificare il proprio volto, riproducendo alla perfezione un altro volto che precedentemente ha tastato di mano; proprio per questo è un abile impostore, anche se non è abilissimo nelle tecniche di combattimento.

### Iga
Oboro
Leader del clan, è una bella ragazza, tentata dall'avere una relazione con Gennosuke, capo del clan rivale Kōga. Come Gennosuke, anche lei nasconde la sua migliore tecnica negli occhi: la sua vista manda una pulsazione invalidante al corpo del nemico che muore letteralmente mutilato; per il resto non è abile nel combattimento. Scoprirà, nel suo ultimo combattimento contro Gennosuke, che sia la sua tecnica che quella di Gennosuke non hanno effetto tra di loro.
Yakushiji Tenzen
Guerriero carismatico ma allo stesso tempo infimo, Yakushiji possiede la dote di riuscire a rigenerare qualsiasi parte del proprio corpo, risultando immortale dai colpi delle armi bianche.
Yashamaru
Shinobi molto votato al combattimento, Yashamaru veste un kimono scuro con maniche lunghissime che utilizza per combattere; la sua vera arma sono dei numerosi fili sottilissimi con i quali immobilizza e strangola i nemici.
Mino Nenki
Bestiale guerriero molto istintivo, è armato con degli artigli di metallo ed utilizza gli alberi per spostarsi in salto.
Hotarubi
Giovane ragazzina non di certo votata al combattimento, riesce a manovrare degli sciami di farfalle per distrarre il nemico.